# شاطئ أنيني (هاواي)

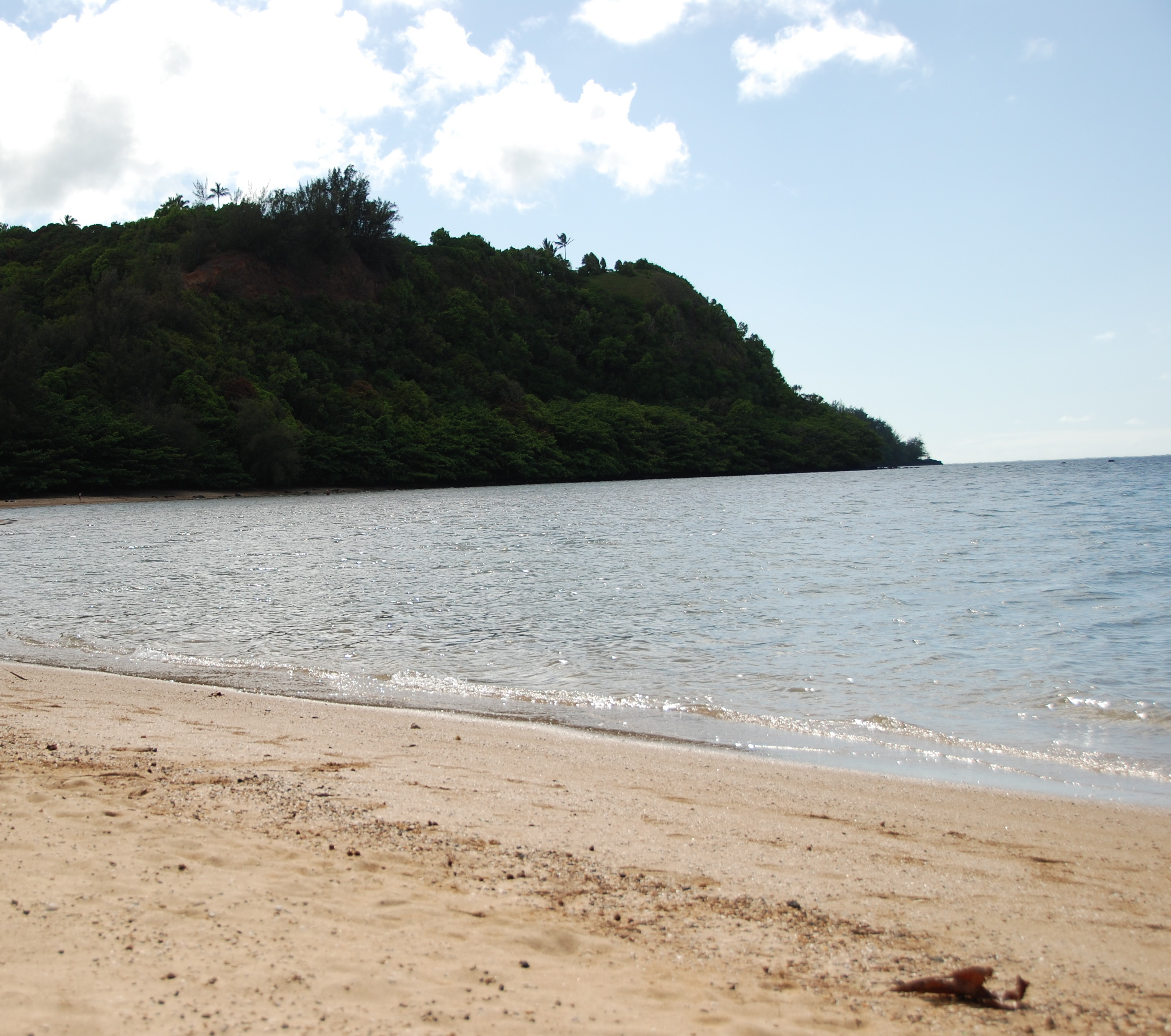
صورة لشاطئ أنيني (Anini Beach)

شاطيء أنيني (بالإنجليزية Anini Beach)، وتعني في اللغة المحلية الهوائية «القزمي» أو «التقزم»، هو أحد شواطئ جزر هاواي الذي يقع على الشاطئ الشمالي من كاواي.
للشاطي شهرة وسمعة في مجال رياضة ركوب الأمواج. وتتراوح الأمواج بين أربعة و100 قدم في العمق. وكما هو معروف فلشاطئ تيارات قوية تساعد في ممارسة المغامرة الشاطئية لدى محترفي ركوب الأمواج.
تنتشر على طول شاطئ أنيني المنازل الباهظة الثمن.